# Gebis
Et gebis (af tysk: Gebiß) eller en tandprotese er en aftagelig protese, der erstatter personens egne tænder. De findes både som komplette proteser, der bruges hvis alle tænder mangler i den pågældende halvdel af munden (oppe/nede) eller som delvise proteser, hvis blot enkelte tænder mangler. De fæstnes med enten metalbøjler, tryklåse eller det naturlige vakuum. I Danmark var der pr. 2009 ca. 900.000 personer, der brugte en tandprotese, hvoraf ca. en halv million brugte en helprotese.